# The Genesis
Albums de Yngwie Malmsteen
Attack!!
(2002) Oujya Ressou – Instrumental Best Album
(2004)
The Genesis est un album sorti le 4 décembre 2002 au Japon. Il s'agit de l'édition de démos enregistrées en 1982 afin de contrer le disque Birth of the Sun publié sous l'égide de Marcel Jacob, ancien bassiste d'Yngwie Malmsteen. Selon le guitariste, pour cette sortie, il aurait réenregistré toute la basse, ce qui parait fantaisiste.

## Titres
Toutes les chansons sont écrites et composées par Yngwie Malmsteen, sauf indications.
| No | Titre                         | Durée       |
| -- | ----------------------------- | ----------- |
| 1. | Birth of the Sun              | 9 min 25 s  |
| 2. | Plague in Lucifer's Mind      | 4 min 30 s  |
| 3. | Dying Man                     | 8 min 47 s  |
| 4. | Black Magic Suite             | 12 min 53 s |
| 5. | Merlin's Castle               | 4 min 55 s  |
| 6. | Voodoo Nights                 | 8 min 42 s  |
| 7. | Hello (message d'Yngwie)      | 1 min 51 s  |
| 8. | Voodoo Child ((Jimi Hendrix)) | 12 min 18 s |
| 9. | On a Serious Note             | 5 min 55 s  |

## Credits
- Yngwie Malmsteen : guitare, chant
- Marcel Jacob : basse
- Zepp Urgard : batterie

## Autour de l'album
- Ces six anciens titres ont été enregistrés dans un petit studio de Stockholm en 1982 sur une période de quatre jours. Avec ces bandes, Yngwie avait fait le tour des maisons de disques. Ce n'est qu'avec d'autres enregistrements que CBS Suède se montrera intéressé pour un 45 tours, mais voulant un chant en suédois, Yngwie refusera de travailler plus avant avec le label.
- Deux nouveaux titres complètent ces enregistrements : Voodoo Child (Jam), une très longue reprise du classique de Jimi Hendrix (plus de douze minutes) ainsi qu'un instrumental, On A Serious Note, enregistré en 1997.
- Un petit message enregistré par Yngwie, intitulé Hello, fait la transition entre les vieilles démos et les nouveaux titres.
- Plusieurs riffs extraits de ces démos ont fini sur des chansons publiées d'Yngwie au fil des ans : Rising Force, Motherless Child, Krakatau, The Wizard...
- Sur différents bootlegs, on peut trouver au moins trois autres versions de Merlin's Castle : l'une durant plus de dix minutes, totalement instrumentale, enregistrée en 1978 (sur Yngwie Malmsteen's Powerhouse), la seconde avec un temps d'environ 3 min 45 s, un chant aigu et plus de paroles (sur Rehearsal '83) et une version en concert sur Birth Of The Rising Force. Les trois enregistrements studio, montrent sur une période de quatre ans l'évolution de Malmsteen en tant que guitariste. Le rythme est plus soutenu et les soli plus fluides et plus remplis.
- Merlin's Castle a servi de base à plusieurs morceaux dans la discographie d'Yngwie : le riff a été retravaillé pour la chanson The Wizard sur l'album War to End All Wars et le solo figure dans la chanson Rising Force sur l'album Odyssey.
- Probablement très en colère contre son ancien bassiste Marcel Jacob, Yngwie a décidé de faire figurer quelques paroles de la chanson Liar puisée dans l'album Trilogy de 1986 dans le livret de The Genesis car ce texte et cette chanson évoquait déjà, à l'époque, la relation houleuse qu'entretenait le guitariste et le bassiste.
- Contrairement à l'album Birth Of The Sun, aucune bande en possession d'Yngwie n'a souffert de dommages et la restitution est donc parfaite, alors que pour l'autre disque, on pouvait constater des ralentissements flagrants en de rares occasions, preuve d'une bande abîmée. Toutefois, la qualité des deux albums est excellente comparée à de nombreux bootlegs où le nom des chansons ainsi que leur vitesse est parfois ridicule.